# بانک دایچی کانگیو
بانک دایچی کانگیو (انگلیسی: Dai-Ichi Kangyo Bank) شرکت خدمات مالی و بانکداری ژاپنی است، که در سال ۱۹۷۱ توسط شیبوساوا ایچی تأسیس شد.